# Маффесоли, Мишель
Мише́ль Маффесоли́ (фр. Michel Maffesoli,  14 ноября 1944, Гресесак, Эро) – французский социолог.

## Биография
Учился в Страсбурге и Гренобле. Ученик Жюльена Фройнда и Жильбера Дюрана, профессор Университета Париж V – Сорбонна, главный редактор международного журнала фр. Sociétés, который с 1982 года издает Центр исследований современности и повседневности, созданный Маффесоли и Ж. Баландье. Главный редактор журнала Европейские тетради воображаемого мира (фр. Cahiers européens de l'imaginaire, с 1988 года). Соиздатель журнала Sociologia Internationalis.

## Проблематика исследований
Труды Маффесоли посвящены проблематике постмодернистской эпохи – феноменам глобальной массовизации, трансформациям политики и политической сферы, области повседневного и превращениям сакрального, праздничного в повседневности, феноменам подчинения и насилия, явлениям номадизма и новым основаниям идентичности в современном мире. Сквозной интерес всех его работ – проблематика воображаемого, её воплощение в социальных и символических формах. Развивая понимание культуры и современности М. Вебером и Г. Зиммелем, Маффесоли сближается с «социологией воображения» Д. Кампера.
По мнению Маффесоли, разрушение политического есть закономерный процесс трансформации общества  эпохи модерна в сторону рационализации и гомогенизации. Однако, в отличие от Жана Бодрийяра, Маффесоли считает, что внешняя безразличность масс на самом деле есть форма переориентации социальной жизни на нечто более существенное, а именно на «здесь-и-теперь». Главной ценностью эпохи постмодерна становится  эстетическое понятие «не-деяние» в стоическим смысле :171-172.
Эстетика есть опыт проживания совместных чувств, по сути интерсубъективность. Таким образом, формируется и новая этика – этика эстетического, а разрушение политического пространства  означает развитие постмодерной социальности, основанной на эстетической культуре.
Данные социальные изменения ведут к появлению новых «политических тел», которые называются «трибы» (или «неотрибы») и в большей степени формируются в условиях городской жизни:4879. Концепт трибов изначально применялся к движениям в рамках молодежной субкультуры в условиях постмодерна:4879—4880.
Трайбализация означает возвращение от общества к общности, то есть к коммунитаристским  идеалам.  Такого рода процесс происходит по законам постмодерного общества, то есть не через расширение, а  через постоянную реактуализацию. Исчезновение политики аналогично по сути  исчезновению  религии, как некой общей для всех трансцендентности:173.

## Труды
- Logique de la domination. Paris: PUF, 1976.
- La Violence totalitaire. Paris: PUF, 1979.
- La Conquête du présent. Pour une sociologie de la vie quotidienne. Paris: PUF, 1979.
- L'Ombre de Dionysos [1982]. Paris: Le Livre de Poche, 1991.
- Essai sur la violence banale et fondatrice. Paris: Librairie Méridiens/Klincksieck, 1984.
- La Connaissance ordinaire. Précis de sociologie compréhensive. Paris: Librairie des Méridiens, 1985.
- Le Temps des tribus [1988]. Paris: Le Livre de Poche, 1991.
- Au creux des apparences. Pour une éthique de l'esthétique. Paris: Plon, 1990.
- La Transfiguration du politique [1992]. Paris: Le Livre de Poche, 1995.
- La Contemplation du monde [1993]. Paris: Le Livre de Poche, 1996.
- Eloge de la raison sensible. Paris: Grasset, 1996.
- Du nomadisme. Vagabondages initiatiques. Paris: Le Livre de Poche, 1997.
- La part du diable:  précis de subversion postmoderne. Paris: Flammarion, 2002.
- Le rythme de vie - Variation sur l'imaginaire post-moderne. Paris: Ed. Table Ronde,  2004.
- Заколдование мира/ Le réenchantement du monde - Morales, éthiques, déontologies. Paris: Ed. Table Ronde, 2007.
- La République des bons sentiments. Paris: Editions du Rocher, 2008.
- Apocalypse. Paris: CNRS Éditions, 2009.
- Matrimonium. Paris: CNRS Éditions, 2010.
- La passion de l'ordinaire: miettes sociologiques. Paris: CNRS Éditions, 2011.
- Homo eroticus. Des communions émotionnelles, Paris, CRNS Editions, 2012.
- L'Homme postmoderne, Paris, Bourin éditeur, 2012 (в соавторстве).
- Les nouveaux bien-pensants, Éditions du Moment, 2014 (в соавторстве).

## Публикации на русском языке
- Околдованность мира, или Божественное социальное / Пер. с фр. И.И. Звонаревой // Социо-Логос. М.: Прогресс, 1991. С. 133-137.
- Фантастический мир каждого  дня // Художественный журнал, 1997, № 17, с.14-16
- Каждому свое племя: от контракта к пакту / Пер.с франц. М.Н.Пророковой. // Посредник. Массмедиа, общество и культура. сб. статей под руководством В.А.Подороги // М.: Институт Философии РАН, 2016.

## Признание
Большая премия Французской Академии в номинации Науки о человеке за книгу La Transfiguration du politique (1992). Орден Почётного Легиона (2003). Орден За заслуги (2003).